# Leaves' Eyes
Leaves' Eyes är ett symphonic metal-/gothic metal-band från Tyskland, bildat 2003 av den norska sångerskan Liv Kristine. Hon bildade bandet kort innan hon blev utsparkad ifrån gothic metal-bandet Theatre of Tragedy.
Bandet blandar metal med klassiska element och i vissa låtar backas Liv Kristine upp av Alexander Krulls growls. Debutalbumet Lovelorn släpptes 2004 och det andra albumet Vinland Saga kom ut 2005. Detta verk återberättar om hur vikingarna fann Vinland. Det tredje albumet, Njord, har också vikingar som genomgående tema och släpptes 2009.
Bandets namn är en homofon för Liv Kristines förnamn. Dessutom är naturen hennes största inspirationskälla och hon skrev ensam alla låtar. Hon ersattes som sångerska av Elina Siirala våren 2016.

## Medlemmar
Nuvarande medlemmar
- Thorsten Bauer – gitarr, basgitarr, mandolin (2003– )
- Alexander Krull – sång, keyboard, programmering, sampling (2003– )
- Joris Nijenhuis – trummor (2013– )
- Elina Siirala – sång (2016– )
- Micki Richter – gitarr (2019– )

Tidigare medlemmar
- Liv Kristine (Liv Kristine Espenæs Krull) – sång (2003–2016)
- Chris Lukhaup – basgitarr (2003–2007)
- Martin Schmidt – trummor (2003–2004)
- Mathias Röderer – gitarr (2003–2010)
- Moritz Neuner – trummor (2004–2007)
- Alla Fedynitch – basgitarr (2008–2010)
- Nicholas Barker – trummor (2008)
- Seven Antonopoulos – trummor (2008–2010)
- JB van der Wal – basgitarr (2010–2013)
- Roland Navratil – trummor (2010–2012)
- Sander van der Meer – gitarr (2010–2015)
- Felix Born – trummor (2012–2013)
- Pete Streit – gitarr (2015–2019)

Turnerande medlemmar
- Niels Löffler – basgitarr (2011– )

## Diskografi
Studioalbum
- 2004 – Lovelorn
- 2005 – Vinland Saga
- 2009 – Njord
- 2011 – Meredead
- 2013 – Symphonies of the Night
- 2015 – King of Kings
- 2018 – Sign of the Dragonhead

Livealbum
- 2009 – We Came With the Northern Winds - En saga i Belgia (2CD/DVD)

EP
- 2005 – Elegy
- 2006 – Legend Land
- 2009 – My Destiny
- 2010 – At Heaven's End
- 2011 – Melusine
- 2016 – Fires in the North
- 2019 – Black Butterfly

Singlar
- 2004 – "Into Your Light"
- 2015 – "Halvdan the Black"
- 2015 – "The Waking Eye"
- 2016 – "Edge of Steel (2016 version)"
- 2017 – "Across the Sea"
- 2018 – "Jomsborg"
- 2018 – "Sign of the Dragonhead"
- 2018 – "Riders on the Wind"
- 2019 – "Night of the Ravens"
- 2019 – "Serkland"